# Javier Espíndola
Javier Espíndola (1956 – 22 febbraio 2021) è stato un allenatore di pallacanestro uruguaiano.

## Carriera
Ha allenato l'Uruguay ai Campionati americani del 1988 e a due edizioni dei Giochi panamericani (1987, 1991).